# Mark L. Smith
Pour les articles homonymes, voir Mark Smith (homonymie) et Smith.
Mark L. Smith est un scénariste américain. Il est notamment connu pour avoir écrit les films The Revenant (2015), Minuit dans l'univers (2020), Ils étaient un seul homme (2023) et Twisters (2024).

## Biographie
Mark L. Smith commence sa carrière avec le film d'horreur Séance, qu'il a écrit et réalisé. Sorti en 2006, ce premier long métrage remporte plusieurs prix au ShockFest. Il officie par la suite uniquement comme scénariste. Il écrit notamment le film d'horreur Motel réalisé par Nimród Antal et sorti en 2007, suivi de la préquelle Vacancy 2: The First Cut l'année suivante. Mark L. Smith poursuit dans le genre avec The Hole (2009) de Joe Dante. Il écrit ensuite le scénario de Martyrs (2015), remake du film français du même nom. Il collabore ensuite avec Alejandro González Iñárritu pour l'écriture de The Revenant, en partie inspiré sur le roman éponyme de Michael Punke et sur la vie de Hugh Glass. Ce dernier est incarné Leonardo DiCaprio, entouré de Tom Hardy et Will Poulter. Le film sorti en décembre 2015 et reçoit de nombreuses distinctions et obtient notamment trois Oscars :  meilleur réalisateur,  meilleur acteur pour Leonardo DiCaprio et meilleure photographie.
En 2017, il est révélé qu'il a été engagé par Paramount Pictures pour écrire un nouveau film Star Trek. Le film devait être mis en scène par Quentin Tarantino, avant d'être annulé quelques années plus tard.
Mark L. Smith coécrit ensuite avec Billy Ray le scénario du film Overlord (2018). Produit par J. J. Abrams, il s'agit d'un film horrifique dans le contexte de la Seconde Guerre mondiale. Il poursuit avec le film de science-fiction Minuit dans l'univers réalisé par George Clooney et diffusé en 2020 sur Netflix. Il participe ensuite à l'écriture du thriller La Fille du roi des marais, adapté d'un roman de Karen Dionne. Réalisé par Neil Burger, le film sort en 2023. La même année, il écrit un nouveau film réalisé par George Clooney, Ils étaient un seul homme, qui raconte l'histoire de l'équipe américaine d'aviron à huit aux jeux olympiques d'été de 1936 à Berlin.
Dès 2022, Mark L. Smith est annoncé à l'écriture de Twisters, reboot de Twister (1996). Le film sort à l'été 2024.
Il crée ensuite la mini-série À l'aube de l'Amérique, réalisée par Peter Berg. Les six épisodes sont diffusés début 2025 sur Netflix. Il revient ensuite à la science-fiction avec The Dog Stars de Ridley Scott, prévu pour 2026.

## Filmographie
Sauf indication contraire, les informations mentionnées dans cette section peuvent être confirmées par les bases de données cinématographiques IMDb et Allociné,  présentes dans la section « Liens externes ».
- 2006 : Séance de lui-même
- 2007 : Motel de Nimród Antal
- 2008 : Motel 2 (Vacancy 2: The First Cut) d'Eric Bross
- 2009 : The Hole de Joe Dante
- 2015 : Martyrs de Kevin Goetz et Michael Goetz
- 2015 : The Revenant d'Alejandro González Iñárritu
- 2018 : Overlord de Julius Avery
- 2020 : Minuit dans l'univers ( The Midnight Sky) de George Clooney
- 2023 : La Fille du roi des marais (The Marsh King's Daughter) de Neil Burger (également producteur)
- 2023 : Ils étaient un seul homme (Ils étaient un seul homme) de George Clooney
- 2024 : Twisters de Lee Isaac Chung
- 2025 : À l'aube de l'Amérique (American Primeval) (mini-série) (également créateur et producteur)
- 2025 : Untamed (également producteur délégué)
- 2026 : The Dog Stars de Ridley Scott (également producteur)